# 何以奇
何以奇（1987年10月20日—），台灣女藝人、模特、歌手，新北市土城人，2004年出道。

## 家庭
何以奇的祖父何戊己，為日本臺僑，是知名企業家，也是極道教父級人物。何戊己和山口組、稻川會和住吉會都有交情，和天道盟、竹聯幫、四海幫等也往來密切，不只如此，長年旅居日本的他常進行國民外交，還有「地下駐日代表」的封號。
何以奇的母親是台語民謠歌手鄭琇月，曾演唱《牛犁歌》、《六月茉莉》和《可愛的花蕊》。

## 出道經歷
2004年剛出道時，便拍了許多知名的廣告產品，例如：黃箭口香糖、蜜妮洗面乳、康師傅紅茶、麥當勞板烤米香堡。也拍攝兩支音樂錄影帶。並有數次國內服裝雜誌的模特兒拍攝經驗，應邀成為國內最大知名服裝品牌BUM的春夏服裝代言人，在四月份全台灣33家BUM服裝定點，都可看到何以奇的春裝展示，包括車體廣告、大型看板等。
知名日本化妝品牌艾杜莎今年春夏彩妝一改往年日本模特代言其產品，首次由歌手出身的何以奇中選，成為艾杜莎這季春夏彩妝廣編平面模特兒。

## 音樂作品

### 專輯
- 2006年4月30日 《黑白世界》

### 單曲
- 2016年8月28日 《你說妳說》（電視劇『必勝練習生』片頭曲）

## 演出作品

### 電視劇
- 2007年公視《我在墾丁天氣晴》（飾演 南門醫院裡的小護士）
- 2008年台視、三立《波麗士大人》（飾演 阿妹）
- 2009年大愛 《有你真好》 （飾演 麗香）
- 2010年華視《帶子英雄》（飾演 萱萱）
- 2011年大愛《人間渡系列-仙女不下凡》（飾演 葉怡君）
- 2011年三立《勇士們》（飾演 莊美蓮）
- 2011年大愛《峰迴青春路》（飾演 戴如伶）
- 2012年華視《給愛麗絲的奇蹟》（飾演 A++樹）
- 2012年民視《廉政英雄》單元劇女主角(飾演 白素萍)
- 2013年公視《刺蝟男孩》女主角（飾演 陳佳惠）
- 2015年中視《鑑識英雄》（飾演 Angel）
- 2015年三立都會台《好想談戀愛》（飾演 李湘凝）
- 2016年台視《如朕親臨》（飾演 阿夢）
- 2018年台視《前男友不是人》（飾演 閃靈）
- 2019年中視《鑑識英雄II 正義之戰》（飾演 Angel）
- 2021年三立都會台、華視《三隻小豬的逆襲》（飾演 Yvonne）
- 2022年Disney+、bilibili《正義的算法》（飾演 妍霏律師）
- 2024年ViuTV《島嶼協奏曲》（飾演 Jenny）

### 迷你劇集/電視電影
- 2008年公視《愛說謊的妮可》（飾演 妮可）
- 2012年公視《我的拼湊家庭》（飾演 思妤）
- 2016年衛視《鮮肉老爸》（飾演 邱士津）
- 2017年公視《夏風》（飾演 家萱）
- 2023年Netflix《此時此刻》（飾演 Kiki）

### 電影
- 2009年 《阿踩的明星夢》（飾演 小妍）

### 音樂錄影帶
- 2004年 游鴻明《吻了再說》
- 2005年 蔡小虎《蝴蝶夢》

### 廣告
- 《黃箭口香糖》
- 《康師傅紅茶》
- 《蜜妮洗面乳》
- 《麥當勞版烤米香堡》
- 《BUM服飾》
- 《艾杜莎彩妝》

## 獎項紀錄
| 年份   | 頒獎典禮     | 獎項                       | 影片             | 角色 | 結果 |
| ------ | ------------ | -------------------------- | ---------------- | ---- | ---- |
| 2009年 | 第43屆金鐘獎 | 迷你劇集／電視電影女主角獎 | 《愛說謊的妮可》 | 妮可 | 提名 |

## 外部連結
- 墮落天使貓-何以奇部落格（页面存档备份，存于）
- 何以奇的Facebook專頁
- und聯合追星網-明星-何以奇專區（页面存档备份，存于）
- 何以奇檔案庫（页面存档备份，存于）
- 何以奇的黑白世界-und部落格（页面存档备份，存于）
- ezPeer+ - 何以奇-黑白世界專輯介紹